# سلاحف النينجا (فلم 2014)
سلاحف النينجا  (بالإنجليزية: Teenage Mutant Ninja Turtles) هو فيلم حركة تم إنتاجه في الولايات المتحدة وصدر في سنة 2014. من بطولة ميغان فوكس وجونى نوكسفيل وويليام فيكنر وتوني شلهوب وووبي غولدبرغ.

## القصة
تدور أحداث الفيلم في قالب من المغامرات والكوميديا. تحتاج مدينة نيويورك إلى أبطالٍ لحمايتها، بسبب سيطرة قوى الظلام على المدينة بقيادة (شريدر) وعصابته، وتحكمهم في كل شيء بدءًا من الشرطة وانتهاءً بالسياسيين الفاسدين. ولهذا قام الأبطال الأربعة (رفاييل، ومايكل أنجلو، وليوناردو، ودوناتيلو) من شبكة المجاري للتصدي للخطر المحدق بالمدينة.، فيقفون ومعهم المعلم (سبلينتر) ومذيعة الأخبار (أبريل) في وجه الأشرار من أجل إنقاذ المدينة.

## الميزانية والإيرادات
بلغت تكلفة إنتاج الفيلم حوالي 125 مليون دولار، فيما بلغت ايرادات الفيلم حول العالم أكثر من 493 مليون دولار.

## وصلات خارجية
- مقالات تستعمل روابط فنية بلا صلة مع ويكي بيانات